# Plus Ultra
Plus ultra ist die Devise des spanischen Wappens.

Spanisches Wappen mit den Säulen des Herakles als Schildhalter, umgeben vom Spruchband Plus ultra

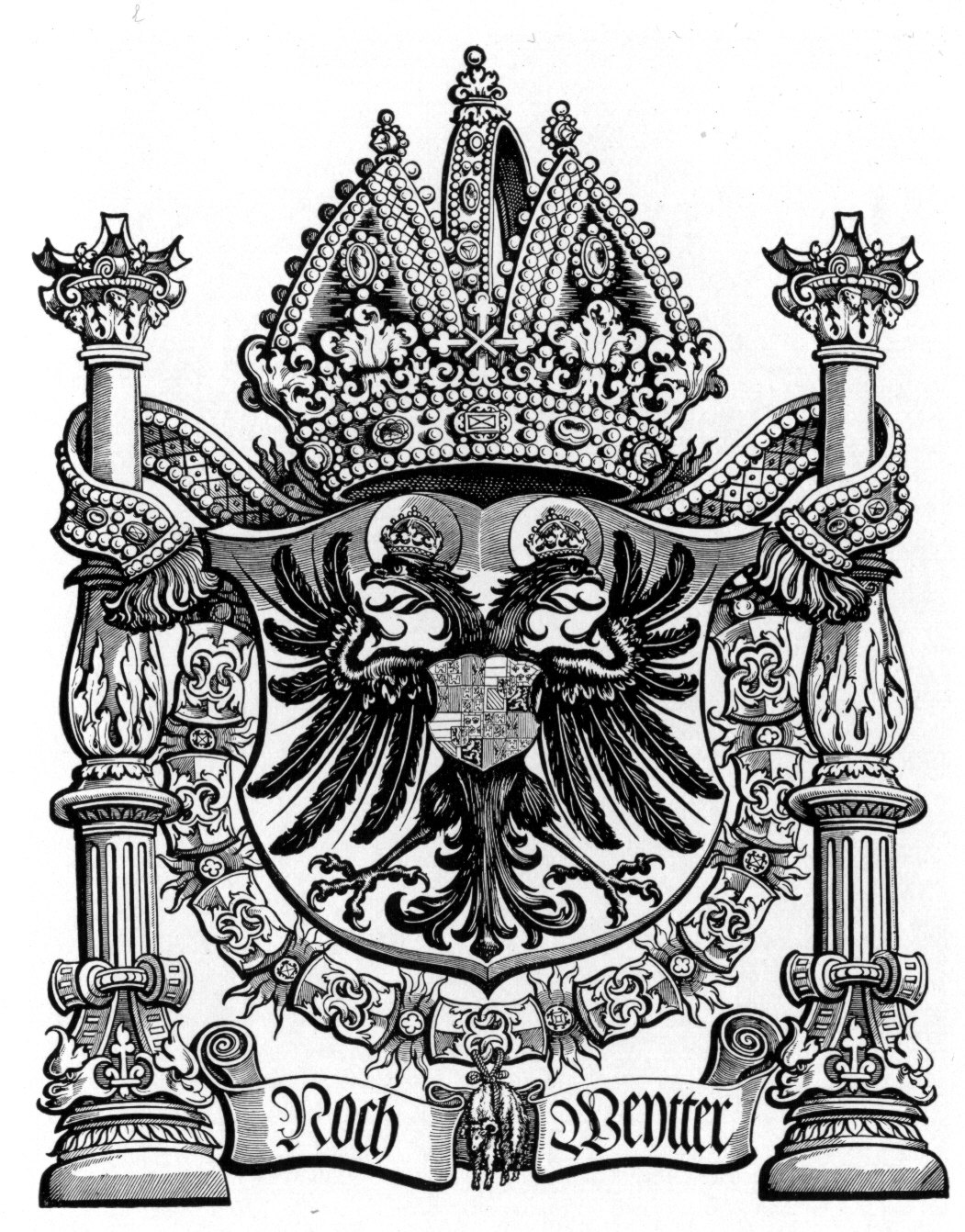
Wappen Karls V. (von Heinrich Vogtherr, 1548) mit eingedeutschter Devise Noch Weytter

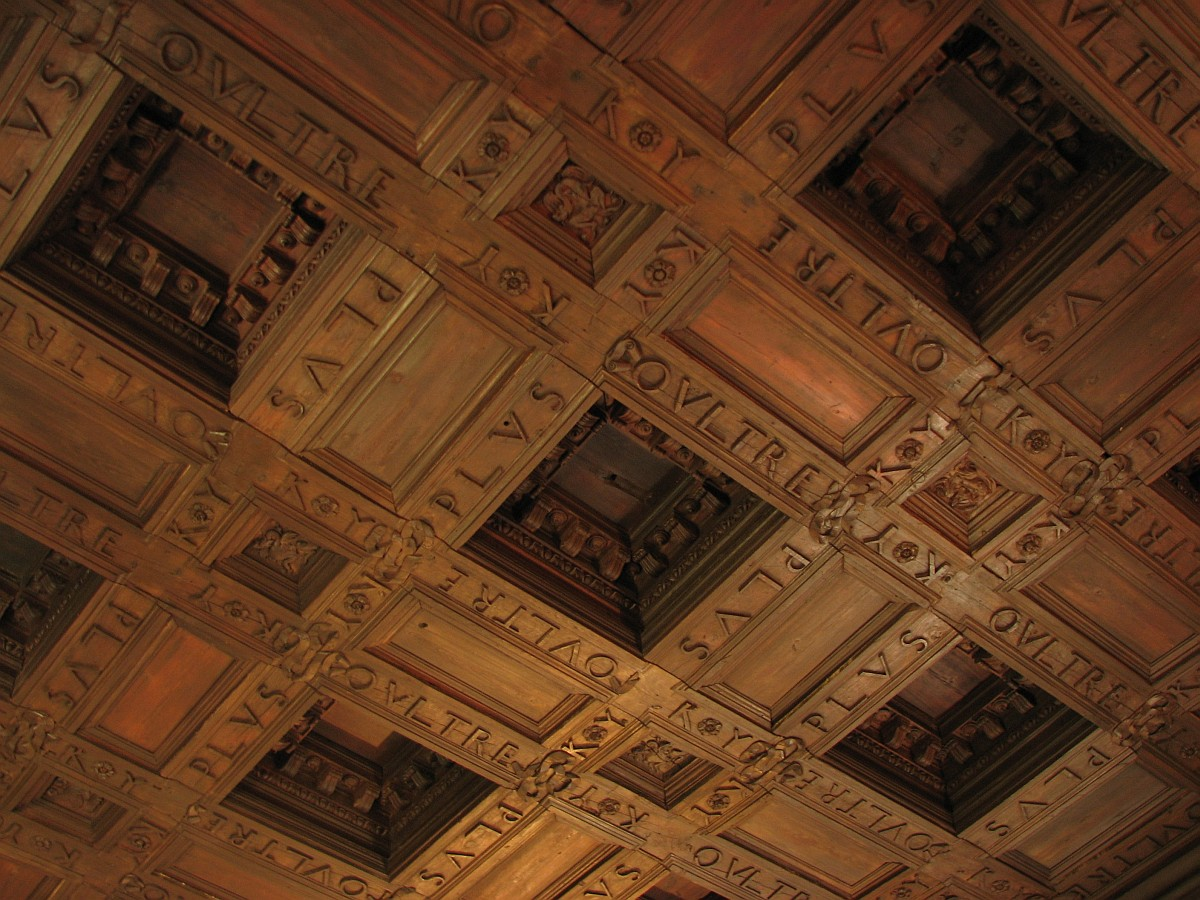
Deckengestaltung mit dem Motto Plus Oultre in einer Palastanlage Karls V. in der Alhambra

Von alters her galten die Säulen des Herakles als Grenze der bewohnbaren Welt, dies war ein non plus ultra (hier ging es nicht mehr weiter). Als die spanischen Könige aus dem Hause Habsburg im Lauf des 16. Jahrhunderts mit dem Aufbau eines Weltreichs (Spanisches Kolonialreich) durch die spanische Kolonisierung Amerikas begannen, verstießen sie ihrer Ansicht nach erfolgreich gegen die Mahnung des „nicht mehr weiter“ und modifizierten den Spruch in plus ultra (deutsch: „darüber hinaus“, „noch weiter“, „immer weiter“). Sie setzten die Säulen des Herakles mit einem Spruchband und dem plus ultra in das Wappen Spaniens, wo sie bis heute als eine Art Schildhalter dienen. 
Dies war ursprünglich das persönliche Symbol Kaiser Karls V., der vor seiner Wahl zum römisch-deutschen Kaiser bereits König von Spanien war. Kaiser Karl V. galt als erster Herrscher eines Reiches, „in dem die Sonne nie unterging“. Die Säulen und das Spruchband nahm er auch in sein Kaiserwappen auf. Die ursprüngliche Version war auf Französisch, Karls Muttersprache, und lautete Plus Oultre (in modernem Französisch hieße dies Plus Outre). Auf Deutsch gab es die Version noch weytter, wie sie auf der kaiserlichen Wappendarstellung von Heinrich Vogtherr von 1548 zu sehen ist. 
Säulen und Spruchband symbolisieren seitdem die Überseebesitzungen Spaniens beziehungsweise die Beziehungen Spaniens zu den amerikanischen Staaten.
Das spanische Verteidigungsministerium benannte eine im Irak eingesetzte Brigade, die aus spanischen und lateinamerikanischen Soldaten bestand, nach dem spanischen Wappenspruch Brigada Plus Ultra.
Nach einer möglichen Erklärung sollen die Säulen des Herakles (verbunden mit dem Spruchband plus ultra) das grafische Vorbild für die Entwicklung des bis heute international verwendeten Dollarzeichens „$“ abgegeben haben. Der US-amerikanische Dollar hat sich aus dem spanisch-mexikanischen Peso entwickelt, der das alte spanisch-amerikanische Symbol auf seinen Münzen zeigte.